# Curtis Frasca
Curtis Frasca é uma produtora musical que já trabalhou com Madonna e Avril Lavigne.